# Lucca Summer Festival
Il Lucca Summer Festival, abbreviato in Lucca Summer Fest o semplicemente LSF, è uno tra i più importanti e longevi festival musicali italiani, organizzato a Lucca dal 1998 dalla società italiana di promozione musicale DI and GI Srl (D'Alessandro & Galli), parte del gruppo CTS EVENTIM.  
Il festival ha luogo ogni estate, principalmente durante il mese di luglio in orario serale, nel centro storico di Lucca e, sporadicamente, in altre location. Il numero delle serate è variabile nelle diverse edizioni, ma è tendenzialmente aumentato nel tempo, passando dalle 4 del 1998 alle 19 del 2025.     
Nel corso degli anni, si sono esibiti a LSF alcuni dei maggiori artisti a livello mondiale, attirando un pubblico internazionale e raggiungendo in alcune serate alte percentuali di biglietti venduti all'estero. Molte delle serate hanno segnato il tutto esaurito, talvolta andando in sold-out già in fase di prevendita.    
Il festival è dedicato a uno specifico genere musicale, ma è aperto a ogni stile e, nel corso della sua storia, vi hanno preso parte artisti e band che hanno spaziato tra jazz, soul, r'n'b, rock, punk, metal, pop, hip hop, rap, disco, elettronica, italiana, latina, country, word music, musica classica e altri ancora. Nell'edizione 2024 sono state organizzate anche serate dedicate ai talk show pubblicizzate come Lucca Summer Festival Talk. 
Nel complesso, al 2024 si sono esibiti al Lucca Summer Festival oltre 300 artisti, per un totale di oltre 1.400.000 di spettatori. I concerti del festival sono spesso stati trasmessi in diretta da radio nazionali quali Radio Rai, Radio 101 e Radio 105.

## Storia

### Antefatti (1978-1998)
Mimmo D'Alessandro, patron della kermesse, nel 1978 fu direttore de La Bussola di Sergio Bernardini, dove cominciò a entrare in contatto con musicisti internazionali, come ad esempio Sarah Vaughan. Nel 1979 incominciò la carriera di promotore musicale aprendo a Viareggio l'agenzia di promozione "On The Road", con la quale portò i Téléphone ad esibirsi presso il locale palasport. Negli anni seguenti portò in Versilia artisti del calibro di Joan Armatrading, Bob Geldof e Riccardo Cocciante.  
Nel 1985 organizzò il concerto di San Silvestro presso Bussoladomani di Lido di Camaiore, trasmessa dalla RAI a reti unificate e presentato da Paolo Villaggio.  
Nel 1987, dopo aver portato in Italia una tappa della la tournée The Glass Spider Tour di David Bowie, Mimmo d'Alessandro cominciò la collaborazione con Adolfo Galli, organizzatore di concerti specializzato nei gruppi jazz, fondando l'agenzia D'alessandro & Galli. Nello stesso anno, insieme a Galli, riuscì a far esibire Joe Cocker insieme a Zucchero, in tre concerti in Italia andati tutti sold-out. Inoltre, nella sua attività di promoter organizzò nel corso degli anni '80 a Firenze concerti di grandi artisti quali Eric Clapton, Spandau Ballet, Diana Ross e Iron Maiden. 
I concerti estivi presso Bussoladomani proseguirono dal 1988, costituendo il nucleo primordiale di quello che sarebbe poi diventato il Lucca Summer Festival.

### Nascita e sviluppo (1998-2017)
Nel 1998, D'Alessandro incontrò Andrea Tagliasacchi, allora presidente della provincia di Lucca. A seguito di questo incontro, si sviluppò l'idea di organizzare concerti a Lucca, nella centralissima Piazza Napoleone, all'epoca ancora utilizzata come parcheggio, nell'allora bassa stagione turistica, e precisamente nel mese di luglio. 
Il 6 luglio 1998 Bob Dylan tenne il primo concerto del neonato Lucca Summer Festival, riscuotendo un enorme successo. Da quel momento, il festival si ripeté annualmente, in collaborazione con comune e provincia di Lucca e diventando un importante volano dello sviluppo turistico cittadino.   
D'Alessandro raccontò in un'intervista che i primi anni, quando il festival era agli esordi e la città di Lucca non aveva ancora avuto il successo turistico di oggi, convincere le grandi star internazionali a partecipare era molto impegnativo.   
Nel 2001 gli Eagles tennero il loro primo concerto italiano proprio sul palco del LSF, con oltre 12.000 spettatori.  
Nel 2004 James Taylor, durante il suo concerto, vide tra gli spettatori il suo amico Sting e lo invitò sul palco per un duetto estemporaneo.  
Il 5 luglio 2009, la Dave Matthews Band tenne un concerto di oltre tre ore e mezza, la più lunga performance della propria carriera. Da quel concerto è stato tratto il box set DMB Europe 2009. 
Nel 2014 La Repubblica definì il LSF come "uno degli eventi musicali più interessanti" d'Italia, che "si è ritagliato un posto tra i grandi festival europei". 
Fin dall'origine del festival, la maggior parte degli eventi si sono svolti in Piazza Napoleone, presso il centro storico di Lucca, con una capienza tra i 6.000 e i 12.000 spettatori, a seconda del numero di posti a sedere. Tuttavia nelle prime edizioni del festival, alcuni eventi hanno avuto luogo anche in altri luoghi cittadini: Piazza dell'Anfiteatro e Piazza San Martino. Inoltre, quattro eventi si sono svolti in stadi: tre (2002, 2007 e 2010) presso lo stadio Porta Elisa di Lucca e uno (1999) allo stadio dei Pini a Viareggio (LU). 
Anno dopo anno, il festival crebbe costantemente a livello di presenza e incassi. 

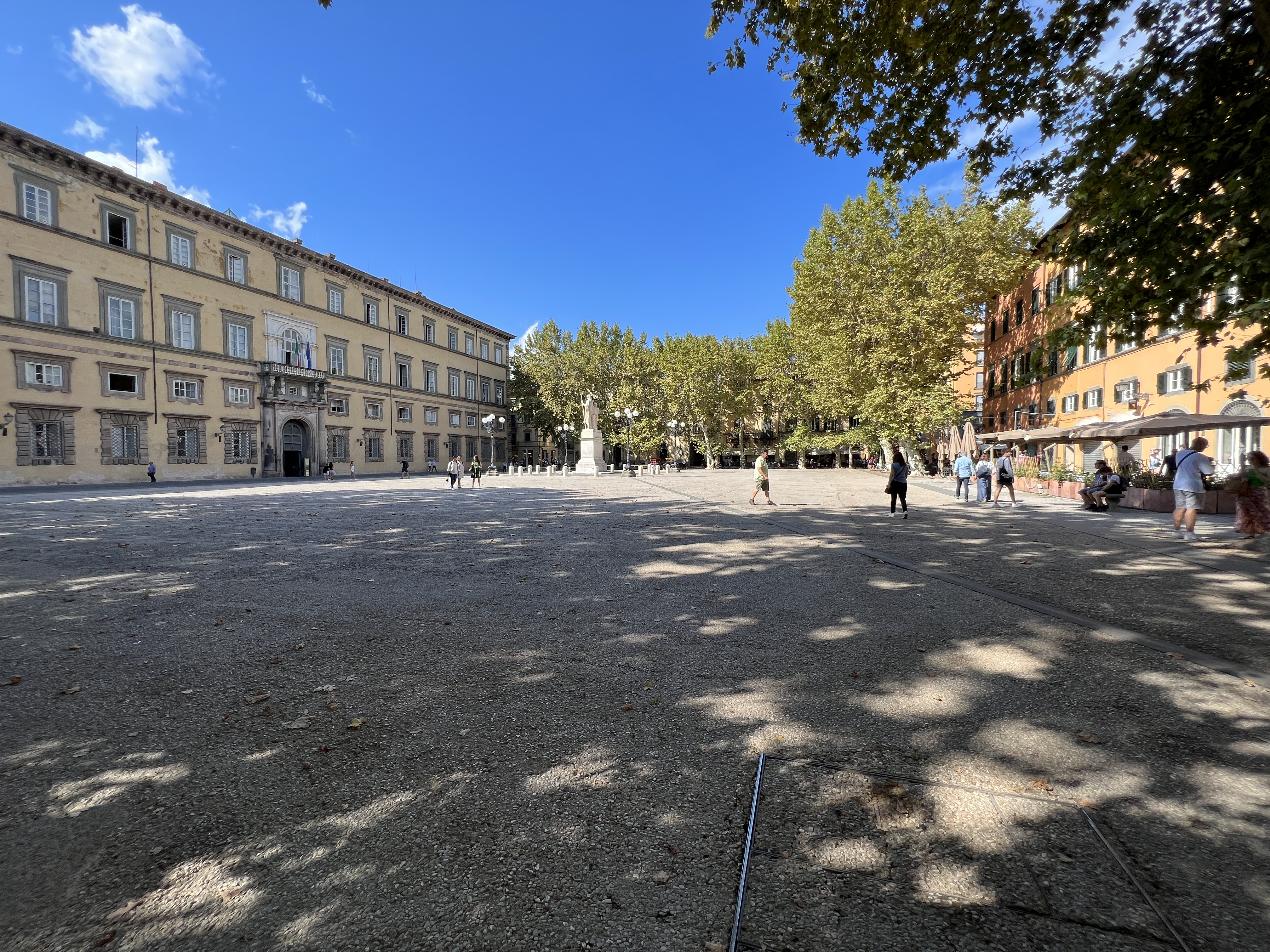
Piazza Napoleone a Lucca, principale location del Lucca Summer Festival
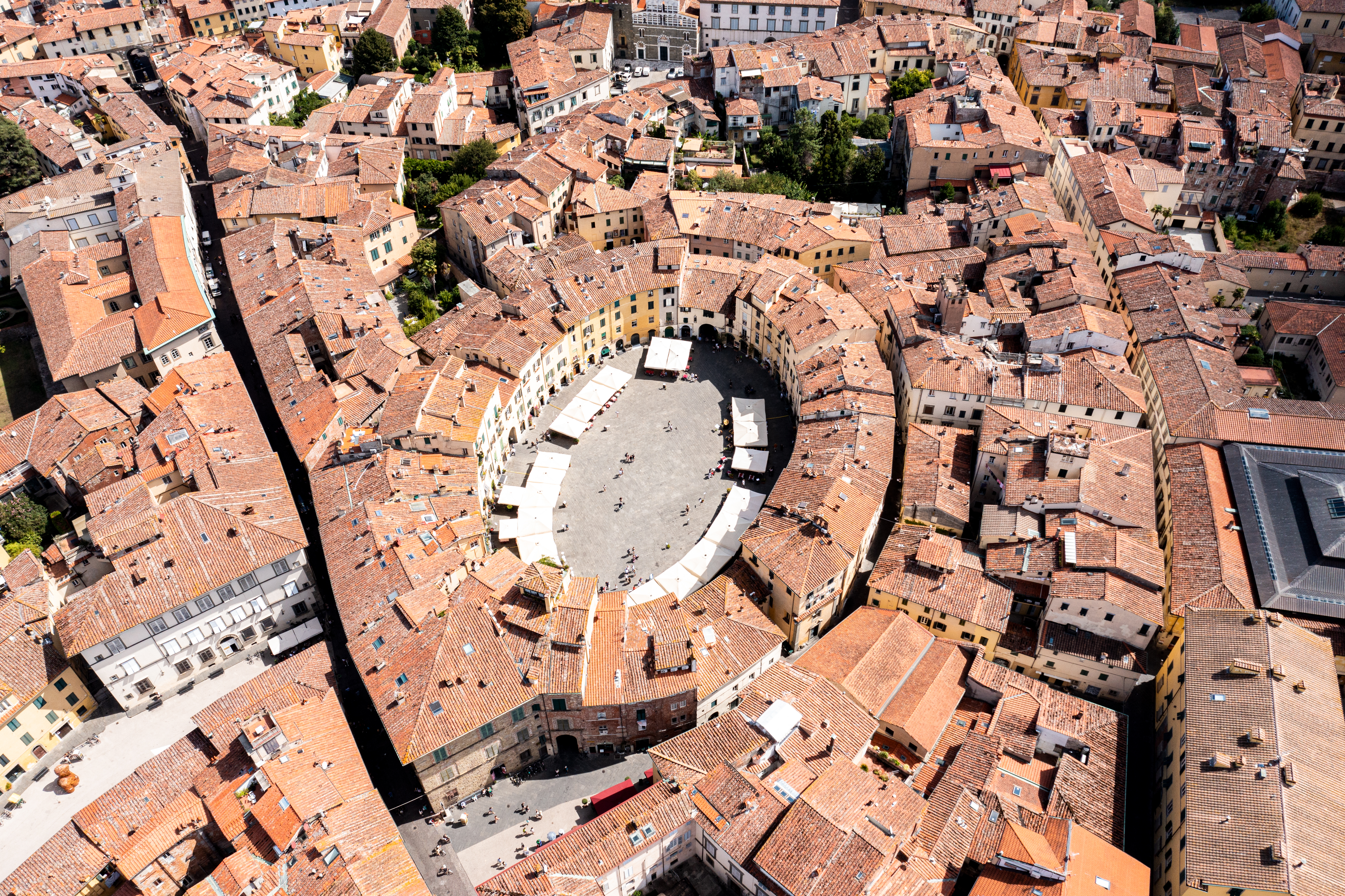
Piazza dell'Anfiteatro, una delle location delle prime edizioni del Lucca Summer Festival
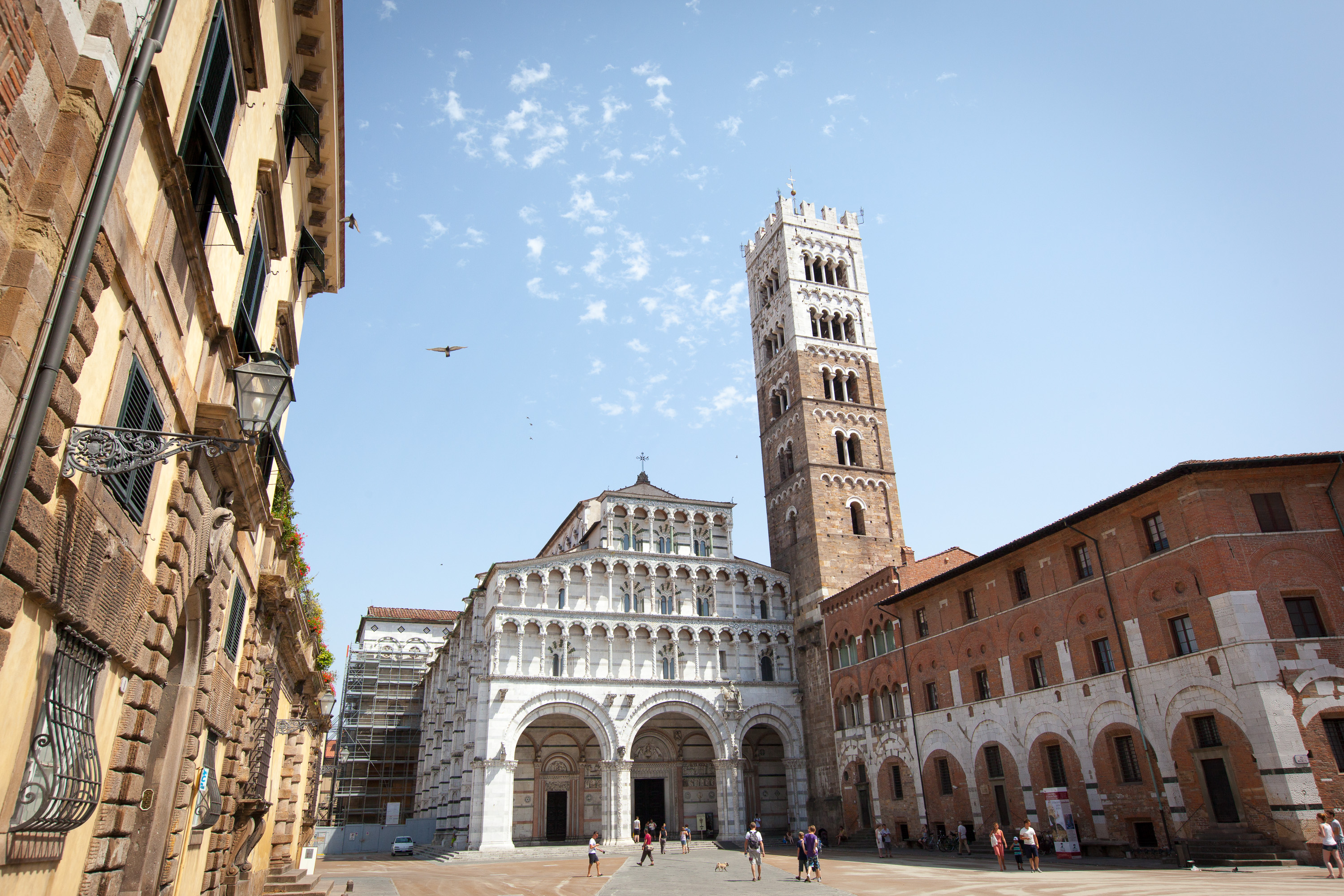
In Piazza San Martino hanno avuto luogo alcuni concerti delle prime edizioni del Lucca Summer Festival
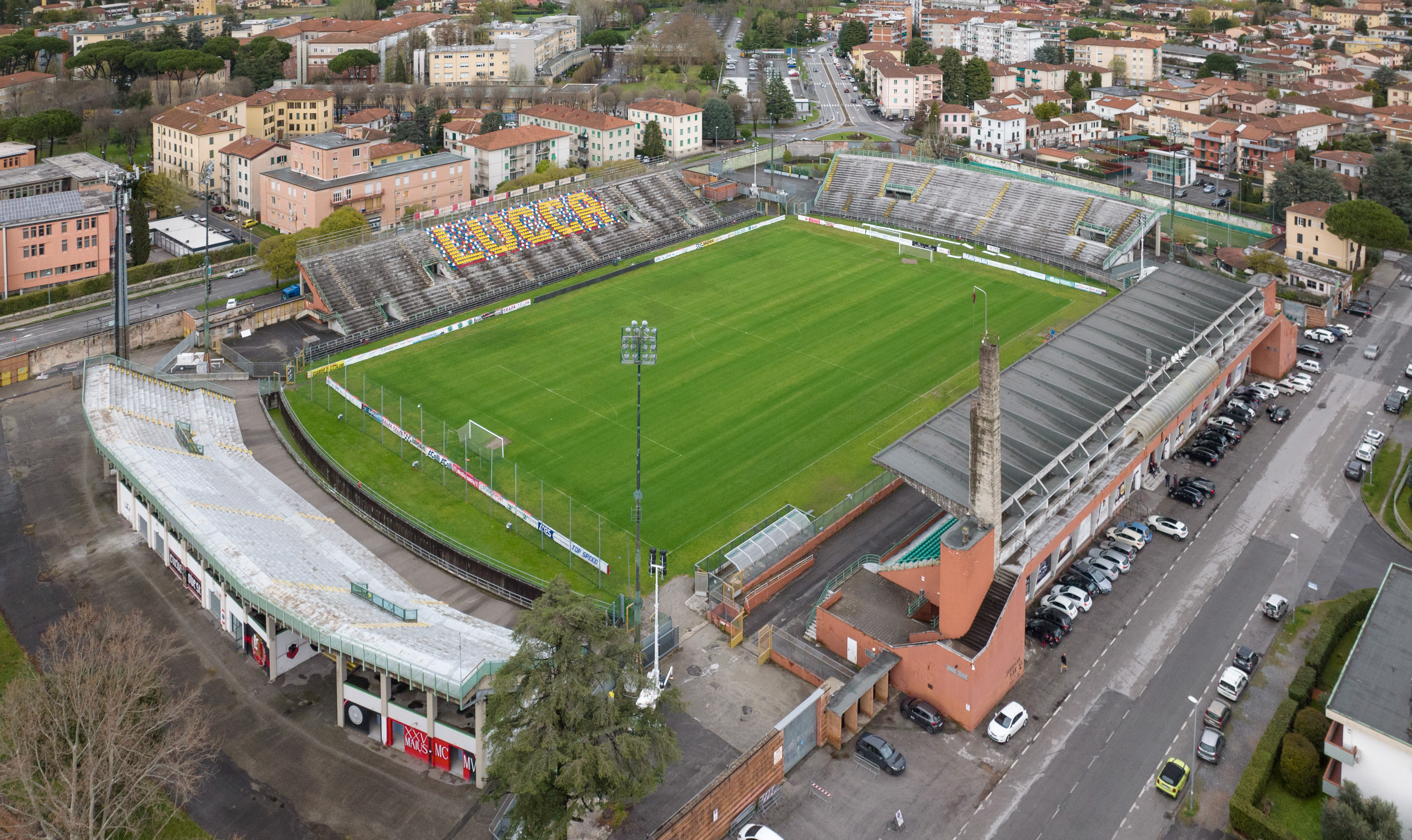
Tre serate del Lucca Summer Festival, nel 2002, 2007 e 2010 hanno avuto luogo allo Stadio Porta Elisa

### I grandi concerti e il successo internazionale (2017- )

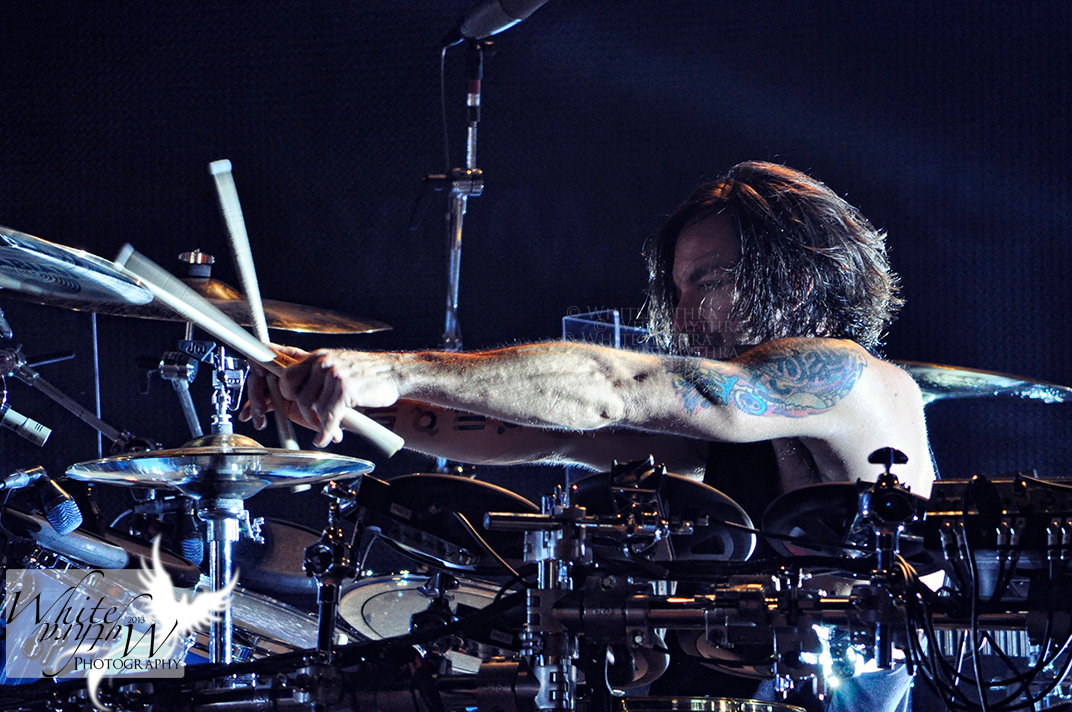
Shannon Leto, batterista dei Thirty Seconds to Mars durante l'esibizione al Lucca Summer Festival nel 2013

A partire dal grande concerto del 23 settembre 2017 dei Rolling Stones, è stato affiancato a Piazza Napoleone anche l'ex Campo Balilla negli spalti delle Mura urbane, capace di ospitare oltre 40.000 spettatori. Per questo concerto, unica data italiana del tour europeo No Filter, furono venduti oltre 25.000 biglietti in un'ora. Allo spettacolo parteciparono circa 55.000 spettatori, segnando ad oggi il record di presenze di questo festival per un singolo concerto.  
Nel 2018 la quota di maggioranza del 60% della D'Alessandro & Galli fu acquisita dalla multinazionale tedesca CTS Eventim. 
Nel 2019 l'amministrazione comunale propose di spostare gli eventi in un'altra sezione degli spalti delle Mura: gli ex Vivai Testi, ma la proposta non ebbe seguito.
Il 2019 e 2020 furono gli unici due anni nei quali la manifestazione musicale non svolse, a causa della Pandemia di Covid-19.
Nel 2023 per la prima volta un concerto del LSF ebbe luogo al Parco Bussoladomani di Lido di Camaiore, luogo d'origine della carriera di promotore musicale di D'Alessandro.  
A partire dal 2024 hanno luogo alcune serate dedicate ai talk show. 
Nel 2024, nell'ambito dei festeggiamenti per il centenario della morte di Giacomo Puccini, ha avuto luogo sul palco del LSF presso le Mura un grande concerto con le musiche del maestro, diretto da Riccardo Muti e trasmesso in mondovisione. 
Nel corso degli anni, numerosi concerti del festival sono andati in sold out; l'edizione del 2024 ha segnato il record assoluto di prevendite fin dall'inizio del mese di febbraio, con 7 date già sold-out.  
Nell'agosto 2024 Mimmo D'Alessandro espresse il desiderio di poter in futuro organizzare concerti del LSF, da circa 100.000 spettatori, presso l'Aeroporto di Lucca-Tassignano.  
Nel 2025 Mimmo D'Alessandro ha dichiarato di essere in trattativa con "un grande marchio internazionale" interessato a diventare title sponsor della manifestazione.  

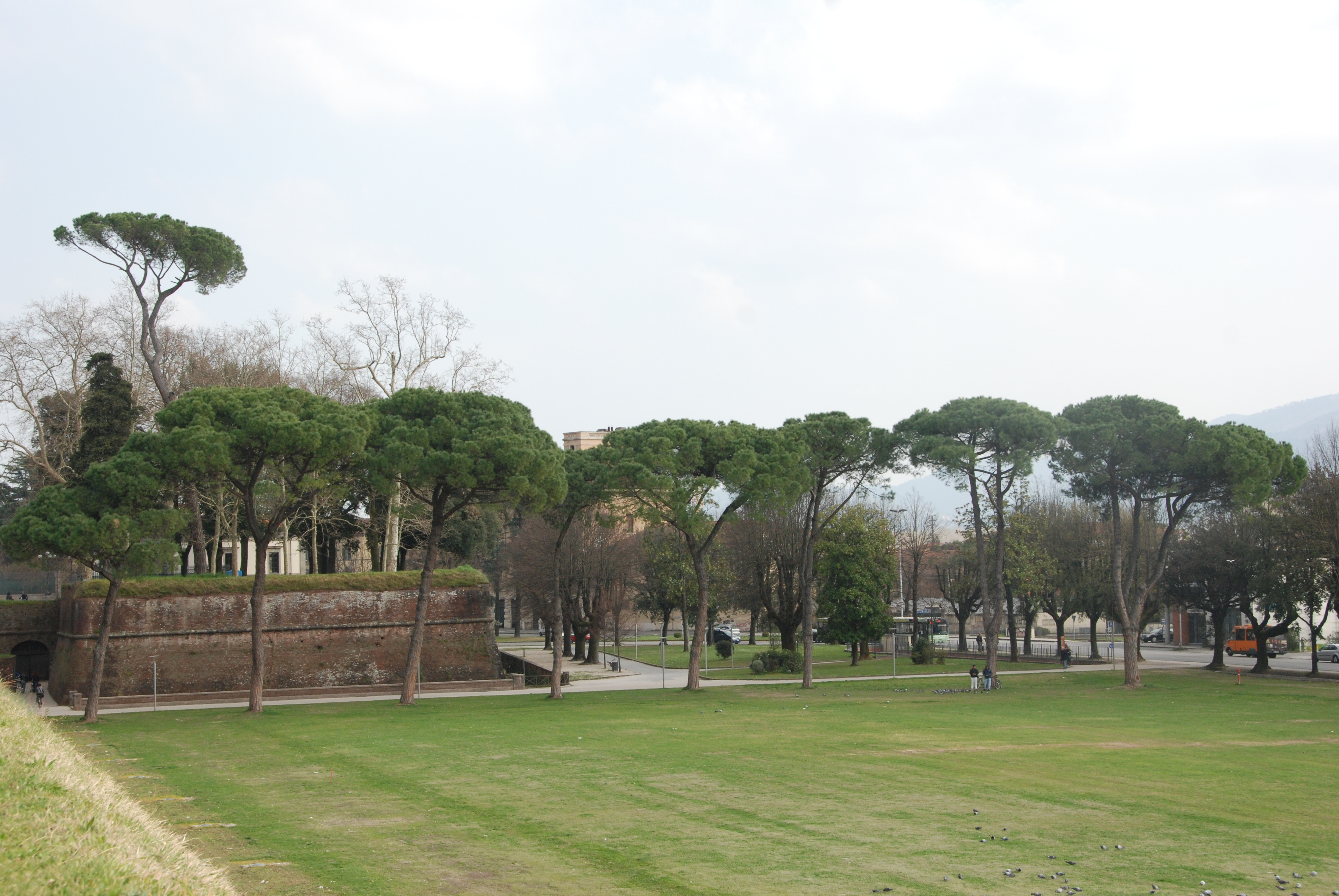
L'ex Campo Balilla presso gli spalti delle Mura di Lucca dove, a partire dal grande concerto dei Rolling Stones del 2017, hanno luogo gli spettacoli con maggior affluenza del Lucca Summer Festival
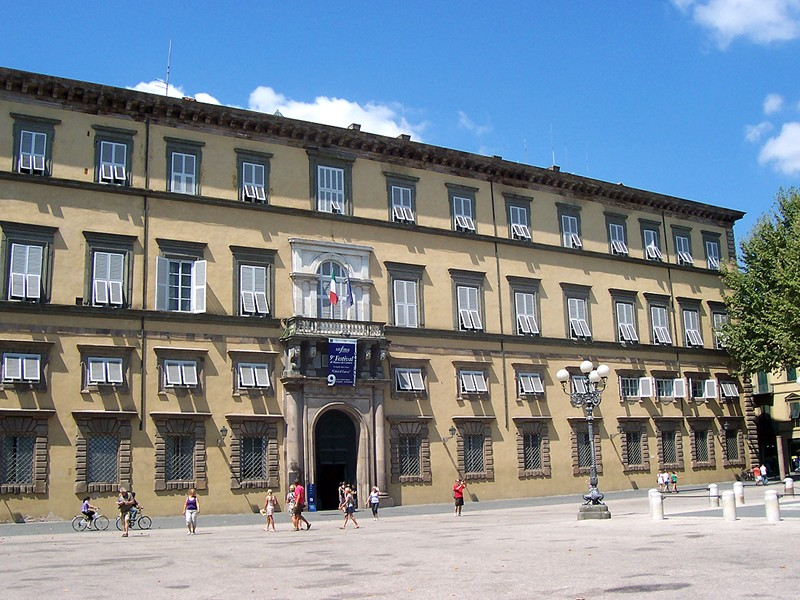
Il Palazzo Ducale, nel cui Cortile degli Svizzeri si sono svolte alcune serate di Lucca Summer Festival Talk

## Edizioni
La prima edizione del festival è stata nel 1998 e si è ripetuto annualmente fino ad oggi senza interruzioni, tranne che nel 2020 e 2021 a causa della pandemia di Covid-19, con la partecipazione di alcuni dei maggiori artisti a livello globale.

## Partecipazioni
Fin dalle prime edizioni, la manifestazione si è caratterizzata per la partecipazione di artisti internazionali, con particolare attenzione alla scena musicale americana e britannica, e per la sua location, all'interno del centro storico di Lucca.
In oltre 27 anni di attività, hanno calcato i palchi del Lucca Summer Festival band e artisti di fama globale, tra i quali si annoverano molti degli artisti inseriti da Rolling Stone tra i maggiori 100 di tutti i tempi o tra le 100 migliori voci, chitarre o batterie, tra i quali, ad esempio, The Rolling Stones, James Brown, Ray Charles, Stevie Wonder, Neil Young, David Bowie, Van Morrison, Elton John, Eric Clapton, Eagles, James Taylor, Carlos Santana, Tom Petty, Steve Winwood, Bonnie Raitt, Rod Stewart, John Fogerty, Patti LaBelle, B.B. King, Joe Cocker, Mary J. Blige, Robert Plant, Jeff Beck, Morrissey, Tom Morello, Mark Knopfler, Stephen Stills, Ringo Starr e il premio Nobel Bob Dylan. 
Inoltre tra gli artisti che hanno calcato il palco del LSFsi annoverano vincitori di prestigiosi riconoscimenti come ad esempio Rock and Roll Hall of Fame, Grammy Award, premio Oscar per la miglior canzone, premio Pulitzer per la musica, tra i quali Roger Waters, Mark Knopfler, David Crosby, George Michael, Dionne Warwick, Leonard Cohen, Nick Mason, Lionel Richie, Pat Metheny, James Taylor, Burt Bacharach, Al Jarreau, Michael Brecker, Herbie Hancock, David Sanborn, Wynton Marsalis, George Benson, Tony Bennett, Tom Jones, Alison Krauss, Paul Simon, Lauryn Hill, Bryan Adams, Alicia Keys, John Legend, Sam Smith, Ed Sheeran, Robbie Williams, Lenny Kravitz, Alanis Morissette, Justin Bieber, Jennifer Lopez, Kiss, Duran Duran, Chicago, Earth, Wind & Fire, Toto, Black Eyed Peas, Green Day, Gorillaz, The Smashing Pumpkins, The Chemical Brothers, Backstreet Boys e molti altri.  
Altri grandi artisti internazionali, pur avendo confermato la loro partecipazione, non poterono esibirsi per cause di forza maggiore; tra questi si annoverano Paul McCartney, Lynyrd Skynyrd, Patti Smith, Cat Stevens, Céline Dion ed Amy Winehouse.  
Lucca è stata inclusa, talvolta come unica tappa italiana o come tappa di debutto live nel paese, in grandi tournée internazionali come, ad esempio, Into the Millennium, Sailing to Philadelphia, Heathen Chemistry, Try This, 25 Live, Heavy Rotation, Get Lucky, The Bare Bones, Privateering, Tracker, Revolution Radio, Evolve, The Heavy Entertainment Show, Us + Them, End of the Road World e XXV.
Tra i performer italiani che si sono esibiti al festival, si contano personalità del calibro di Ennio Morricone, Riccardo Muti, Francesco Guccini, Franco Battiato, Pino Daniele, Francesco De Gregori, Antonello Venditti, Paolo Conte, Patty Pravo, Edoardo Bennato, Riccardo Cocciante, Gianni Morandi, Renzo Arbore, Renato Zero, Laura Pausini, Zucchero Fornaciari, Eros Ramazzotti, Biagio Antonacci, Elisa, Giorgia, Fornaciari, Litfiba, Vinicio Capossela, Carmen Consoli, Max Pezzali, Il Volo, Marco Mengoni, Mahmood e Måneskin.

### Artisti e gruppi con più partecipazioni
Artisti e gruppi con più di una presenza al festival, esclusa la sezione "Talk", in ordine alfabetico per numero di partecipazioni: 
| Partecipazioni | Artista/Gruppo                      | Nazionalità     | Edizioni                                                             |
| -------------- | ----------------------------------- | --------------- | -------------------------------------------------------------------- |
| 10             | Giorgia                             | Italia          | 1999, 2000, 2001, 2002, 2003, 2004, 2005, 2006, 2012, 2019           |
| 6              | Mick Hucknall                       | UK              | Solista: 2008, Simply Red: 2003, 2006, 2010, 2016, 2023              |
| 6              | Elton John                          | UK              | 1999, 2003, 2007, 2011, 2015, 2019                                   |
| 6              | Marcus Miller                       | USA             | 2001, 2013, 2015, 2016, 2018, 2024                                   |
| 5              | Enzo Avitabile                      | Italia          | 2008, 2009, 2014, 2017, 2019                                         |
| 5              | Mark Knopfler                       | UK              | 2001, 2010, 2013, 2015, 2019                                         |
| 5              | Steve Lukather                      | USA             | Toto: 2003, 2012, 2019, 2024, Ringo Starr & His All-Starr Band: 2018 |
| 5              | Simply Red                          | UK              | 2003, 2006, 2010, 2016, 2023                                         |
| 4              | Francesco De Gregori                | Italia          | 2002, 2015, 2019, 2022                                               |
| 4              | Lauryn Hill                         | USA             | 2005, 2007, 2015, 2017                                               |
| 4              | Norah Jones                         | USA             | 2007, 2012, 2018, 2023                                               |
| 4              | Lenny Kravitz                       | USA             | 2009, 2015, 2018, 2024                                               |
| 4              | James Taylor                        | USA             | 1999, 2004, 2009, 2018                                               |
| 4              | Toto                                | USA             | 2003, 2012, 2019, 2024                                               |
| 3              | Damon Albarn                        | UK / Islanda    | Gorillaz: 2018, The Good, the Bad and the Queen: 2019, Blur: 2023    |
| 3              | Burt Bacharach                      | USA             | 2004, 2009, 2011                                                     |
| 3              | George Benson                       | USA             | 1998, 2001, 2005                                                     |
| 3              | Nick Cave                           | Australia       | Solista: 2025, Nick Cave and the Bad Seeds: 2013, 2018               |
| 3              | Joe Cocker                          | UK              | 1998, 2000, 2011                                                     |
| 3              | David Crosby                        | USA             | CPR: 2001, Crosby, Stills & Nash: 2005, 2010                         |
| 3              | Pino Daniele                        | Italia          | 1999, 2002, 2013                                                     |
| 3              | Bob Dylan                           | USA             | 1998, 2015, 2023                                                     |
| 3              | Duran Duran                         | UK              | 2012, 2024 (due date)                                                |
| 3              | Zucchero Fornaciari                 | Italia          | 2002, 2011, 2022                                                     |
| 3              | Warren Ham                          | USA             | Ringo Starr & His All-Starr Band: 2018, Toto: 2019, 2024             |
| 3              | Karima                              | Italia          | 2008, 2009, 2010                                                     |
| 3              | Kasabian                            | UK              | 2012, 2017, 2022                                                     |
| 3              | Diana Krall                         | Canada          | 2003, 2013, 2024                                                     |
| 3              | Jamiroquai                          | UK              | 2002, 2005, 2011                                                     |
| 3              | John Legend                         | USA             | 2007, 2015, 2022                                                     |
| 3              | Pat Metheny                         | USA             | 1999, 2000, 2023                                                     |
| 3              | Ennio Morricone                     | Italia          | 2008, 2017, 2019                                                     |
| 3              | Placebo                             | UK              | 2006, 2010, 2023                                                     |
| 3              | Eros Ramazzotti                     | Italia          | 2004, 2010, 2019                                                     |
| 3              | Neil Young                          | Canada / USA    | 2001, 2013, 2016                                                     |
| 3              | Robbie Williams                     | UK              | 2015, 2017, 2023                                                     |
| 2              | Anastacia                           | USA             | 2009, 2016                                                           |
| 2              | Backstreet Boys                     | USA             | 1999, 2014                                                           |
| 2              | Bryan Adams                         | Canada          | 2013, 2025                                                           |
| 2              | Erykah Badu                         | USA             | 2008, 2017                                                           |
| 2              | Mario Biondi                        | Italia          | 2008, 2011                                                           |
| 2              | Birdy                               | UK              | 2024 (due date)                                                      |
| 2              | Caparezza                           | Italia          | 2018, 2022                                                           |
| 2              | Calcutta                            | Italia          | 2019, 2024                                                           |
| 2              | Nick Cave and the Bad Seeds         | Australia       | 2013, 2018                                                           |
| 2              | Chic                                | USA             | 2014, 2025                                                           |
| 2              | Eric Clapton                        | UK              | 2006, 2024                                                           |
| 2              | Gary Clark Jr.                      | USA             | 2015, 2018                                                           |
| 2              | Leonard Cohen                       | Canada          | 2008, 2013                                                           |
| 2              | Riccardo Cocciante                  | Italia/ Francia | 2006, 2025                                                           |
| 2              | Crazy Horse                         | USA             | 2001, 2013                                                           |
| 2              | Crosby, Stills & Nash               | USA             | 2005, 2010                                                           |
| 2              | Eagles                              | USA             | 2001, 2014                                                           |
| 2              | DJ Ringo                            | Italia          | 2023, 2024                                                           |
| 2              | Earth, Wind & Fire                  | USA             | 2013, 2016                                                           |
| 2              | Elisa                               | Italia          | 2007, 2014                                                           |
| 2              | Fedez                               | Italia          | 2015, 2017                                                           |
| 2              | Fiorello                            | Italia          | 2005, 2010                                                           |
| 2              | John Fogerty                        | USA             | 2009, 2024                                                           |
| 2              | Liam Gallagher                      | UK              | Solista: 2022, Oasis: 2002                                           |
| 2              | Ben Harper                          | USA             | Solista: 2011, Ben Harper & Innocent Criminals: 2022                 |
| 2              | Billy Idol                          | UK / USA        | Solista: 2015, Generation Sex: 2023                                  |
| 2              | Alicia Keys                         | USA             | 2004, 2008                                                           |
| 2              | J-Ax                                | Italia          | 2015, 2017                                                           |
| 2              | Litfiba                             | Italia          | 2013, 2022                                                           |
| 2              | Macklemore                          | USA             | Solista: 2019, Macklemore & Ryan Lewis: 2017                         |
| 2              | Marracash                           | Italia          | 2016, 2022                                                           |
| 2              | Marco Mengoni                       | Italia          | 2014, 2016                                                           |
| 3              | Alanis Morissette                   | Canada / USA    | 2000, 2003, 2025                                                     |
| 2              | Riccardo Muti                       | Italia          | 2024, 2025                                                           |
| 2              | Youssou N'Dour                      | Senegal         | 2000, 2005                                                           |
| 2              | Graham Nash                         | UK / USA        | Crosby, Stills & Nash: 2005, 2010                                    |
| 2              | Noemi                               | Italia          | 2010, 2019                                                           |
| 2              | Paolo Nutini                        | UK              | 2010, 2015                                                           |
| 2              | Orchestra Giovanile Luigi Cherubini | Italia          | 2024, 2025                                                           |
| 2              | Giorgio Panariello                  | Italia          | 2014, 2017                                                           |
| 2              | Pet Shop Boys                       | UK              | 2017, 2025                                                           |
| 2              | Cesare Picco                        | Italia          | 2004, 2005                                                           |
| 2              | Robert Plant                        | UK              | 2022, 2025                                                           |
| 2              | Bonnie Raitt                        | USA             | 2004, 2018                                                           |
| 2              | Lionel Richie                       | USA             | 2000, 2016                                                           |
| 2              | Nile Rodgers                        | USA             | 2014, 2025                                                           |
| 2              | Lee Ryan                            | UK              | solista: 2006, Blue: 2005                                            |
| 2              | Salmo                               | Italia          | 2019, 2024                                                           |
| 2              | Carlos Santana                      | Messico / USA   | 2006, 2025                                                           |
| 2              | Scorpions                           | Germania        | 2019, 2025                                                           |
| 2              | Ed Sheeran                          | UK              | 2024 (due date)                                                      |
| 2              | Sigur Rós                           | Islanda         | 2013, 2023                                                           |
| 2              | Rod Stewart                         | UK              | 2002, 2024                                                           |
| 2              | Stephen Stills                      | USA             | Crosby, Stills & Nash: 2005, 2010                                    |
| 2              | Thirty Seconds to Mars              | USA             | 2013, 2025                                                           |
| 2              | Tormento                            | Italia          | 2006, 2007                                                           |
| 2              | Van Morrison                        | UK              | 2005, 2016                                                           |
| 2              | Antonello Venditti                  | Italia          | 2022, 2025                                                           |
| 2              | Roger Waters                        | UK              | 2006, 2018                                                           |

## Sponsor
Il festival è patrocinato dal comune di Lucca e annovera numerosi sponsor, sia tra aziende locali che nazionali e internazionali, quali ad esempio Banco BPM, Leroy Merlin, Virgin Radio, Radio Monte Carlo e Radio 101.

## Impatto economico
Il festival contribuisce a rafforzare l'immagine di Lucca nel mondo e a portare turismo in città, impattando positivamente su diversi settori economici. Secondo Federalberghi ed Airbnb, le date di alcuni concerti corrispondono a picchi di occupazione dei posti letto disponibili in città e a picchi di presenza di turisti stranieri. Solo il 10% dei biglietti vengono infatti acquistati in provincia di Lucca.     
L'edizione del 2024 ha segnato il record con oltre 200.000 biglietti venduti e 16 milioni di euro di incassi diretti. Ben più alto invece il valore dell'indotto che, nell'anno 2017 ad esempio, ha raggiunto i 23 milioni di euro per la sola città di Lucca e 29 milioni di euro considerando invece l'intera regione Toscana, con una cospicua presenza di turisti stranieri. In alcune serate del festival vengono previste corse aggiuntive dei treni per raggiungere Lucca dalle città vicine.  
Secondo uno studio dell'Università di Pisa e di Assoconcerti, nel 2024 il festival ha generato un indotto di circa 60 milioni di euro (tra cui circa 18 milioni per cibo e bevande, circa 15 milioni per il pernottamento e oltre 26 milioni per altre categorie), e una spesa per i trasporti di oltre 17 milioni di euro. L'indotto sarebbe pertanto triplicato in sette anni.   
Per quanto riguarda le ricadute occupazionali, l'edizione del 2022 ha impiegato oltre mille lavoratori temporanei tra trasportatori, montatori, tecnici, addetti alla sicurezza, addetti ai servizi e altri mentre l'edizione 2024 ha impiegato circa 6.000 lavoratori.
Con il rinnovo del 2024 del protocollo tra Comune di Lucca e LSF, gli organizzatori si sono impegnati a offrire biglietti gratuiti agli studenti più meritevoli delle scuole cittadine. 
Negli accordi periodi stipulati con il Comune di Lucca vengono inoltre negoziate serate gratuite, con l'esibizione di artisti italiani o con eventi che presentino un legame storico-culturale con la città.

## Critiche

### Disagi per i cittadini
Il festival è stato criticato da alcuni esercenti e cittadini per i disagi arrecati alla popolazione locale. 
Inoltre un comitato di cittadini ha criticato i contributi pubblici versati dal comune per la sua organizzazione e le scarse tariffe che gli organizzatori pagano per l'occupazione di suolo pubblico. 
Secondo Rifondazione Comunista e Giovani Comunisti il cospicuo giro d'affari del LSF non arricchirebbe la città ma solamente poche grandi aziende, mentre il festival contribuirebbe invece ad aggravare il fenomeno dell'iperturismo a Lucca. 

### Disagi per gli spettatori
Altre critiche insorte nel corso delle varie edizioni hanno riguardato problemi organizzativi, scarsa accessibilità per i disabili, assenza di raccolta differenziata, l'eccessiva presenza di pubblicità degli sponsor del festival nel centro storico e costo elevato del biglietto di alcuni eventi, come ad esempio il concerto di Jennifer Lopez del 2025. Sulla questione dell'accessibilità per i disabili, nel 2025 è stata lanciata una petizione per chiedere agli organizzatori di migliorare la situazione.  
Una delle critiche ricorrenti, emersa nel 2009 per il concerto di Bob Dylan, nel 2014 per Stevie Wonder e nel 2017 per i The Rolling Stones, è il fatto che l’allestimento dei concerti sarebbe tarato sulle fasce di prezzo più alte, mentre i posti più economici avrebbero difficoltà di fruizione dello spettacolo.  
A seguito dell'annullamento dell'edizione 2020 per la pandemia di Covid-19, biglietti per il concerto di Paul McCartney furono rimborsati con un voucher invece che in denaro, cosa che causò forti polemiche dei fans e dello stesso artista. 
Nel 2025 gli organizzatori sono stati condannati, in concorso di colpa con la vittima stessa, per l'infortunio di una spettatrice avvenuto nel 2014, in quanto non avrebbero adeguatamente valutato e mitigato il rischio.  
Infine, alcune polemiche hanno seguito la scelta degli organizzatori di assecondare la richiesta di Morrissey di far servire agli stand gastronomici solo cibo vegetariano per il suo concerto del 2025, e di chiedere alle attività di piazza Napoleone di fare altrettanto.

### Impatto sui beni storici cittadini
Nel 2018 alcune associazioni locali hanno lamentato il fatto che il festival si sovrappone spesso alla tradizionale festa patronale di San Paolino, creando difficoltà sia allo svolgimento della processione e della luminaria dell'11 luglio, sia alla rievocazione storica del 12 luglio. 
Nel 2022 la Soprintendenza espresse parere negativo sull'utilizzo dell'ex Campo Balilla, presso gli spalti delle Mura, ma in breve tempo fu siglato un protocollo d'intesa per ridurre l'impatto dell'evento sul sito storico, arrivando così al nullaosta. 
Nel 2025 furono sollevate critiche riguardo la recente riqualificazione di piazza Napoleone, che sarebbe stata pensata anche per agevolare lo svolgimento di LSF, ma che sarebbe stata poco rispettosa del contesto storico e architettonico. 

## Eventi collaterali
Per diversi anni tra gli anni 2000 e 2010 il palco del LSF ha ospitato le finali di Summer Giovani, concorso regionale per band toscane emergenti.
A partire dal 2011, per diversi anni, si è tenuto il Lucca Winter Festival, festival musicale invernale che ha avuto luogo principalmente al Teatro del Giglio, con alcune serate anche al teatro di Pietrasanta. Tra gli artisti che si sono esibiti si annoverano: Marcus Miller, David Crosby, Robben Ford, Bob James, David Sanborn feat. Steve Gadd and Scott Colley, Ian Anderson (Jethro Tull’s), Sananda Maitreya, Marianne Faithfull, Rickie Lee Jones, Nic Cester & The Milano Elettrica, Ivano Fossati, Gino Paoli e Danilo Rea, Francesco De Gregori, Fiorella Mannoia, Orchestra di Piazza Vittorio con Ginevra Di Marco.
Nel 2024, nell'ambito di Lucca in Maschera, parata di carnevale organizzata a Lucca dal Carnevale di Viareggio, il Lucca Summer Festival ha collaborato all'installazione in Piazza Napoleone di grandi sculture in cartapesta realizzate dal maestro carrista viareggino Luca Bertozzi e raffiguranti i Rolling Stones.